# Quercus candicans
Quercus candicans är en bokväxtart som beskrevs av Luis Née. Quercus candicans ingår i släktet ekar, och familjen bokväxter. Inga underarter finns listade.